# Инь и ян

Приобретение Великим Разделением противоположных свойств «Инь» и «Ян»

Инь и ян (кит. трад. 陰陽, упр. 阴阳, пиньинь yīn yáng; кор. 음양?, 陰陽?; вьет. Âm dương, тьы-ном 陰陽; яп. 陰陽 ин-ё:) — этап исходного космогенеза в представлении китайской философии, приобретение наибольшим разделением двух противоположных свойств. Графически обозначается появлением у двух противоположностей двух разных цветов — белого (ян) и чёрного (инь).
В более древние времена, модель двух противоборствующих сил изображалась в виде сражающихся тигра и дракона. Прежде появления популярного сегодня рисунка с чёрно-белыми рыбками, существовали и другие чёрно-белые диаграммы с похожими рисунками в виде полусфер и квадратов внутри круга. Диаграмма с чёрно-белыми рыбками символизирует Великий предел — даосский философский термин.

## Происхождение
По словам известного российского востоковеда, доктора исторических наук Алексея Маслова, символизм инь-ян, возможно, был заимствован даосами от буддистов в I—III вв.: «их привлекала буддийская рисованная символика — и в даосизме появилась своя „мандала“: знаменитые чёрно-белые „рыбки“ инь и ян».

## Философская концепция

### Исторический обзор
| Противоположности | Противоположности |
| ----------------- | ----------------- |
| Инь               | Ян                |
| Тьма              | Свет              |
| Пассивное         | Активное          |
| Женское           | Мужское           |
| Отрицательное     | Положительное     |
| Луна              | Солнце            |
| Вода              | Огонь             |
| Мягкое            | Твёрдое           |
| Внутреннее        | Внешнее           |
| Нижнее            | Верхнее           |

В «Книге перемен» («И цзин») ян и инь служили для выражения светлого и тёмного, твёрдого и мягкого. В процессе развития китайской философии ян и инь всё более символизировали взаимодействие крайних противоположностей: света и тьмы, дня и ночи, солнца и луны, неба и земли, жары и холода, положительного и отрицательного, чётного и нечётного и т. д. Исключительно абстрактное значение инь-ян получили в спекулятивных схемах неоконфуцианства, особенно в учении о «ли» (кит. трад. 禮, упр. 礼, пиньинь lǐ) — абсолютном законе. Концепция о взаимодействии полярных сил инь-ян, которые рассматриваются как основные космические силы движения, как первопричины постоянной изменчивости в природе, составляет главное содержание большинства диалектических схем китайских философов. Учение о дуализме сил инь-ян — непременный элемент диалектических построений в китайской философии. В V—III вв. до н. э. в древнем Китае существовала философская школа инь ян цзя. Представления об инь-ян нашли также разнообразное применение в разработке теоретических основ китайской медицины, химии, музыки и т. д.
Открытый в Китае несколько тысячелетий назад, этот принцип первоначально базировался на физическом мышлении. Однако по мере развития он стал более метафизическим понятием. В японской же философии сохранился физический подход, поэтому деление объектов по инь и ян свойствам у китайцев и японцев различаются. В новояпонской религии оомото-кё это понятия божественных Идзу (огонь, ё) и Мидзу (вода, ин).
Единая изначальная материя тайцзи порождает две противоположные субстанции — ян и инь, которые едины и неделимы. Первоначально «инь» означало «северный, теневой», а «ян» — «южный, солнечный склон горы». Позднее инь воспринималось как негативность (не в каком-либо плохом смысле), женщина, холод, мрак, пассивность, меланхоличность, потусторонность, а ян — как позитивность, мужчина, тепло, свет, активность, оптимизм, посюсторонность и т. п.
В древнем китайском медицинском трактате «Хуанди Нэйцзин» по этому поводу говорится:

Чистая субстанция ян претворяется в небе; мутная субстанция инь претворяется в земле… Небо — это субстанция ян, а земля — это субстанция инь. Солнце — это субстанция ян, а Луна — это субстанция инь… Субстанция инь — это покой, а субстанция ян — это подвижность. Субстанция ян рождает, а субстанция инь взращивает. Субстанция ян трансформирует дыхание-ци, а субстанция инь формирует телесную форму.

В более древние времена противоборство инь и ян изображалось в виде сражающихся тигра, символизирующего инь, и дракона — ян. Сначала в даосских работах появились диаграммы с чёрно-белыми сферами или квадратами, а всем знакомый символ с «рыбками» появился позднее, его автором считают даосского учёного Чэнь Туаня.

### Смысл концепции
Являясь основной (фундаментальной) моделью всего сущего, концепция инь-ян раскрывает два положения, объясняющих природу Дао. Во-первых, всё постоянно меняется. И, во-вторых, противоположности взаимодополняют друг друга (не может быть чёрного без белого, и наоборот). Целью человеческого существования, таким образом, является баланс и гармония противоположностей. Не может быть никакой «окончательной победы», ибо нет ничего окончательного, нет конца как такового.

## Пять стихий как порождение Инь и Ян

Пять стихий и три круга: зелёными стрелками обозначен круг порождения, красными — круг преодоления, синими — круг контроля (погашения)

Взаимодействие и борьба этих начал порождают пять стихий (первоэлементов) — у-син: воду, огонь, дерево, металл и землю, из которых возникает всё многообразие материального мира — «десять тысяч вещей» — вань у, включая человека. Пять стихий находятся в постоянном движении и гармонии, взаимном порождении (вода порождает дерево, дерево — огонь, огонь — землю, земля — металл, а металл — воду) и взаимном преодолении (вода тушит огонь, огонь плавит металл, металл разрушает дерево, дерево — землю, а земля засыпает воду).

## Инь и ян в традиционной китайской медицине
Учение об инь и ян составляет одну из теоретических основ традиционной китайской медицины. Все явления окружающего мира, включая человека и природу, интерпретируются китайской медициной как взаимодействие между двумя началами инь и ян, представляющими собой различные аспекты единой действительности.
Одним из примеров применения концепции инь-ян в китайской медицине является система ограничений, накладываемых на недавно родившую женщину.

## Символика
В блоке Юникода Разные символы присутствует отдельный символ «инь ян» — U+262F ☯ yin yang, а в разделе тибетского письма — схожий символ U+0FCA ࿊ tibetan symbol nor bu nyis -khyil.

## Аналогичные понятия в других учениях
- Пуруша и Пракрити — фундаментальные понятия индуизма. Мужское и женское начала.
- Анима и анимус — термины, введённые в психологию Юнгом. Женское и мужское начала.
- Ор и кли (свет и сосуд) в каббале — две стороны одного действия, корень которого — взаимодействие творца и творения.
- Альгиз (ᛉ) и Ир (ᛦ) — в Младшем Футарке руны, символизирующие защиту и смерть, мужское и женское, верхние и нижние миры.
- Сирин и Алконост - в славянской мифологии две птицы, поющие противоположные песни - грустную и радостную.